# HD 121156
HD 121156，又名CD-27 9478，SAO 182065、HR 5228，是一颗恒星，视星等为6.04，位于銀經319.27，銀緯32.3，其B1900.0坐标为赤經13h 48m 36.8s，赤緯-28° 32.3′ 32″。